# ده شیب میرزاحسنی
ده شیب میرزاحسنی، روستایی از توابع بخش نوبندگان شهرستان فسا در استان فارس ایران است.

## جمعیت
این روستا در دهستان نوبندگان قرار دارد و براساس سرشماری مرکز آمار ایران در سال ۱۳۸۵، جمعیت آن ۵۸۴ نفر (۱۳۵خانوار) بوده‌است.